# کینا میچینی
کینا می‌چینی (به اسپانیایی: Qina Mich'ini) یک کوه در پرو است که در منطقه موکگوا واقع شده‌است. کینا می‌چینی ۴٬۸۰۰ متر بالاتر از سطح دریا واقع شده‌است.